# Master Saleem

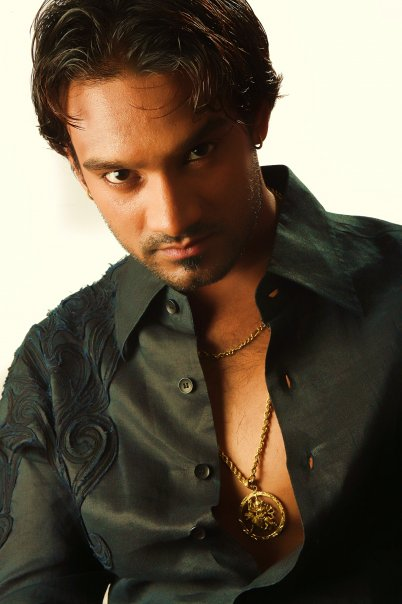

Saleem Shah koti, conocido artísticamente como Master Saleem (Punjabi: ਮਾਸਟਰ ਸਲੀਮ, nacido el 13 de julio de 1982 en Shahkot, Jalandhar), a veces conocido también como Saleem Shahzada (Salim Shahzada), es un cantante indio de Punjab, conocido por su trabajo como cantante de playback para películas de Bollywood, como Heyy Babyy (2007), Dostana and Love Aaj Kal (2009). También ha lanzado álbumes discográficos en privados, bajo el sello de "Punjabi Music", que contienen temas musicales religiosos y música sufí. 

## Biografía
Nació bajo el nombre de Saleem Shahkotii (Saleem Shahzada), en Shahkot, cerca de Jalandhar, Punjab. Es hijo del famoso cantante de música sufí, Ustad Puran Shah Koti, quien también fue gurú de famosos cantantes populares como , Hans Raj Hans, Jasbir Jassi y Sabar Koti. A la edad de seis años, Saleem también se convirtió en su discípulo y comenzó a estudiar técnicas de canto.

## Carrera
A la edad de 8 años, le dio su primera actuación en público en la ceremonia de apertura de Bathinda Doordarshan (un canal de televisión), con su primer tema musical titulado, Charkhe Di Ghook, así se ganó el nombre de Master Saleem. Pronto comenzó a presentarse en programas de televisión como, Jhilmil Taare. [
Su primer álbum de Saleem, Charkhe Di Ghook, fue puesto lanzado cuando tenía unos 10 años de edad. Fue lanzado bajo la etiqueta de Sur Taal, creado por el amigo de su padre, Majnider Singh Goli, luego se convirtió en un éxito. Esto lo llevó a grabar varios álbumes de música Punjabi y temas musicales religiosos y shows en vivo. Su canción titulada, Dhol Jagiro Da, también se convirtió en un gran éxito y le dio una gran popularidad.  A finales de 1la década de los años 1990, sin embargo, mientras crecía su porpularidad por su voz y talento, empezó a cambiar, lo que disminuyó su popularidad. Pero eso no impidió que dejara su carrera profesional, pues lanzó otros álbumes más adelante dedicados a la diosa Durga, incluyendo otros temas musicales como, Mela Maiya da (2004), Aj Hai Jagrata, Meri Maiya y Darshan Kar Lao.

## Filmografía
| Película                    | Año  | Idioma  | Pistas                                               |
| --------------------------- | ---- | ------- | ---------------------------------------------------- |
| Mehndi Wale Hath            | 2005 | Punjabi | Pardesi, Naina                                       |
| Delhii Heights              | 2007 | Hindi   | Aaja Nachle                                          |
| Heyy Babyy                  | 2007 | Hindi   | Mast Kalandar                                        |
| Tashan                      | 2008 | Hindi   | Tashan Mein                                          |
| Chamku                      | 2008 | Hindi   | Trance                                               |
| Money Hai Toh Honey Hai     | 2008 | Hindi   | Rangeeli Raat                                        |
| Dostana                     | 2008 | Hindi   | Maa Da Ladla                                         |
| Mini Punjab                 | 2009 | Punjabi | Rabb Dilaan De                                       |
| Love Aaj Kal                | 2009 | Hindi   | Aahun Aahun, Aahun Aahun Remix                       |
| Punnyan Di Raat             | 2009 | Punjabi | Cham Cham Chamke                                     |
| Tere Sang                   | 2009 | Hindi   | Leja Leja                                            |
| Ruslaan                     | 2009 | Hindi   | Maula Maula, Maula Maula Remix                       |
| Dil Bole Hadippa!           | 2009 | Hindi   | Discowale Khisko Remix                               |
| Ladd Gaye Peche             | 2010 | Punjabi | Oh ye...Oh ye..                                      |
| Chance Pe Dance             | 2010 | Hindi   | Pe..Pe..Pepein, Pe..Pe..Pepein Remix                 |
| Click                       | 2010 | Hindi   | Aameen Suma Aameen                                   |
| Right Yaaa Wrong            | 2010 | Hindi   | Lakhnavi Kabaab, Lakhnavi Kabaab Remix               |
| Kedi                        | 2010 | Telugu  | Enduko Enthaki                                       |
| Thamassu                    | 2010 | Kannada | Nodu Baare                                           |
| Krantiveer - The Revolution | 2010 | Hindi   | Firangi Paani                                        |
| Badmaash Company            | 2010 | Hindi   | Jingle Jingle                                        |
| Tere Bin Laden              | 2010 | Hindi   | Kukudu                                               |
| Mel Karade Rabba            | 2010 | Punjabi | Dil Wali Kothi, Balle Balle, Dil Wali Kothi [Remix]  |
| Dabangg                     | 2010 | Hindi   | Humka Peeni Hai, Humka Peeni Hai [Remix]             |
| Soch Lo                     | 2010 | Hindi   | Faani Dayar                                          |
| Action Replayy              | 2010 | Hindi   | Zor Ka Jhatka [Remix]                                |
| Band Baaja Baaraat          | 2010 | Hindi   | Ainvayi [Club Remix]                                 |
| No Problem                  | 2010 | Hindi   | Shakira, Shakira [Remix]                             |
| Mar Jawan Gur Khake         | 2010 | Punjabi | Bolliyan, Dard Bolde Ne, Mar Jawan Gur Khake [Remix] |
| Yamla Pagla Deewana         | 2010 | Hindi   | Chamki Jawaani                                       |
| Toonpur Ka Superrhero       | 2010 | Hindi   | Nach Mere Naal, Nach Mere Naal [Remix]               |
| Patiala House               | 2011 | Hindi   | Rola Pe Gaya, Rola Pe Gaya [Remix]                   |
| 7 Khoon Maaf                | 2011 | Hindi   | Awaara                                               |
| Thank You                   | 2011 | Hindi   | Razia, Razia [Remix]                                 |
| U R My Jaan                 | 2011 | Hindi   | Bin Tere We Mahi                                     |
| Sahi Dhandhe Galat Bande    | 2011 | Hindi   | Thap Denge                                           |
| Bas Ek Tamanna              | 2011 | Hindi   | Khuda Vandi                                          |
| Ye Stupid Pyar              | 2011 | Hindi   | Ajj Ishq Da Mausam                                   |
| Yaar Annmulle               | 2011 | Punjabi | Mera Peer Jaane Meri (Peerh)                         |
| Na Jaane Kabse              | 2011 | Hindi   | Thand Pe Gayi                                        |
| Pure Punjabi                | 2011 | Punjabi | Daddy Kehnde Ne                                      |
| Shudra The Rising           | 2012 | Hindi   | Aatma Jale                                           |
| Will You Marry Me           | 2012 | Hindi   | Danke Ki Chot, Danke Ki Chot [Duet]                  |
| Matru Ki Bijli Ka Mandola   | 2012 | Hindi   | Lootnewaale                                          |
| Tu Mera 22 Main Tera 22     | 2012 | Punjabi | Horan Naal Nachdi                                    |
| Jatt Di Dhushmani           | 2013 | Punjabi | Dhokebaaz                                            |
| Fer Mamla Gadbad Gadbad     | 2013 | Punjabi | Rab Jaane                                            |
| Best of Luck                | 2013 | Punjabi | Judaiyaan (Master Saleem Version)                    |
| Jatt Airways                | 2013 | Punjabi | Kalliyan, Jatt Airways, Ok Report                    |

## Discografía

### Álbumes musicales
| Lanzamiento | Álbum                     | Etiqueta                     | Música          |
| ----------- | ------------------------- | ---------------------------- | --------------- |
| 2013        | English Khana             | Kamlee Records/Speed Records | Anu-Manu        |
| 2010        | Jind Mahi                 | Kamlee Records/Speed Records | Sachin Ahuja    |
| 2007        | Tere Bin Salaam           | Kamlee Records Speed Records | Sachin Ahuja    |
| 2004        | Ik Zindri                 | Speed Records                | Sachin Ahuja    |
| 2003        | Jadon Da Saada Dil Tuttia | Saga                         | Sachin Ahuja    |
| 1990        | Charkhe Di Ghook          | CTC                          | Charanjit Ahuja |

### Listas de compilaciones
- 2009: Sajni, Teri Sajni (Sony BMG)
- 2010: Nach Ke Vikha, Jhanjar Chanak Payee (Speed Records)
- 2011: Tu Hi Tu, Star Plus Anthem

### Álbumes devocionales
- 2007: Aaj Hai Jagrata (T-Series)
- 2009: Guru Ravidass Ji Di Bani (T-Series)
- 2010: Darshan Kanshi Wale Da (T-Series)
- 2010: Maa Meharan Kardi (T-Series)[1]
- 2010: Shiv Bhole Bhandari (T-Series)
- 2010: Singh Jaikare Bolde (T-Series)

### Singles
| Álbum                | Año  | Pistas                                                            | Etiqueta                 |
| -------------------- | ---- | ----------------------------------------------------------------- | ------------------------ |
| Dhol Jageero Da      | 2001 | Dhol Jageero Da, Kuriyan Panjab Diya, Mahi                        | Moviebox Birmingham Ltd. |
| Vix It Up            | 2004 | Aj Kal                                                            | Kamlee Records           |
| Sun Ve Rabba         | 2005 | Tu Badli, Sahaan Vargiye                                          | Speed Records            |
| GroundShaker-2       | 2008 | Ik Vaari Haa                                                      | Planet Recordz           |
| Teenagers            | 2008 | Teenagers                                                         | Speed Records            |
| Bas Kar              | 2008 | Chakar                                                            | 4Play Recordings         |
| 2009 Vich No Tension | 2009 | Julfan De Naag                                                    | Speed Records            |
| Saada Punjab         | 2009 | Ishq Diyaan Chotaan (Dholna)                                      | T-Series                 |
| Project Rehab        | 2009 | Choorian                                                          | Kamlee Records           |
| Blacklisted          | 2009 | Chari Jawani                                                      | VIP Records              |
| Re-Lit               | 2009 | Put Jattan Da Baliyeh, Put Jattan Da (Bounce)                     | Organised Rhyme          |
| Jhanjar Chanak Payee | 2010 | Nach Ke Dikha                                                     | Speed Records            |
| Jashan-2010          | 2010 | Gidhe Vich Ik Boli                                                | Star Makers              |
| Ashke Mitran De      | 2010 | Ishqe Di Guddi, Khair Nahi                                        | Spine Music              |
| Munde Punjabi        | 2010 | Munde Punjabi                                                     | Speed Records            |
| Dil Karda            | 2010 | Dil Karda, Dil Karda (Acoustic Version), Dil Karda (Instrumental) | Limitless Records Ltd    |
| American Desi        | 2010 | Teray Hussan De Maare                                             | MovieBox, Speed Records  |
| Maahi - My Love      | 2010 | Maahi Da Maahi Da                                                 | T-Series                 |
| Dramey Baazi         | 2011 | By God                                                            | MovieBox                 |
| DJ Bhuvi XS          | 2011 | Dream Girl                                                        | T-Series                 |
| Ek Gera              | 2011 | Ek Gera                                                           | Kamlee Records           |
| Unleashed            | 2011 | Janeman Tere Bina                                                 | Kamlee Records           |
| Bhangrafornia        | 2011 | Ik Kurdi Punjaban                                                 | Desi Impact Prod.        |
| Saari Saari Raat     | 2011 | Aaja Sohniye Aaja                                                 | Moviebox                 |
| Sajna                | 2011 | Sajna                                                             | Stripes Productions      |
| Pyar                 | 2012 | Pyar                                                              | E3UK                     |